# حامل اللون

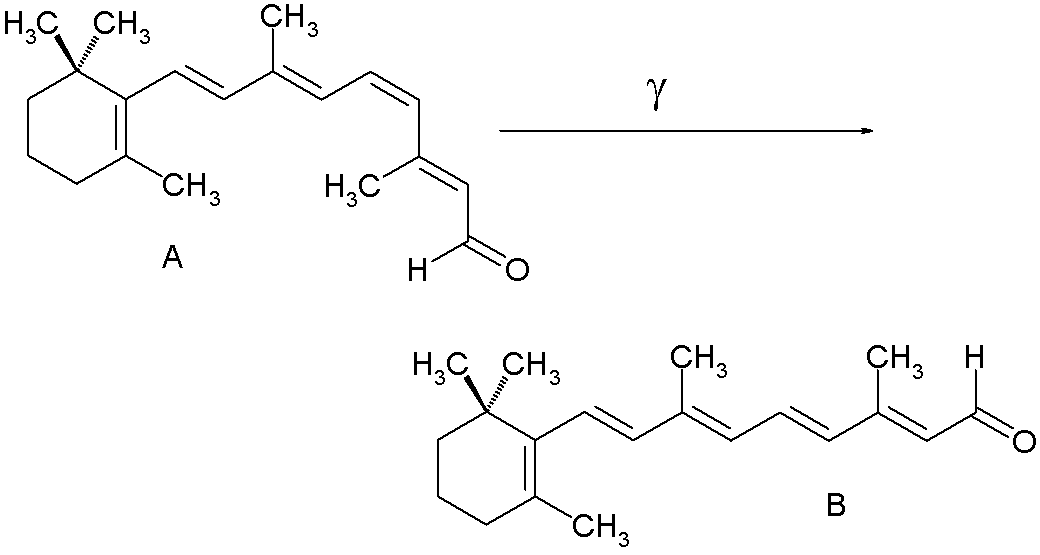
جزيء ريتينال يستقيم كاستجابة للفوتون (الضوء)، ذي طول موجة مناسبة

حامل اللون (ملاحظة 1) أو حامل قطعة الكروماتين هو جزء أو مجموعة وظيفية مسؤولة عن اللون في الجزيئات. تسمى الجزيئات بحامل اللون لأنها تعطي ميزة اللون للمركبات بسبب امتصاصها للإشعاع المرئي أو (بتوسيع استخدام كلمة "لون") لأشعة فوق البنفسجية.
ينتج اللون عندما يمتص جزيء ما أطوالا موجية معينة من الضوء المرئي فينقل بعضها ويعكس بعضها الآخر. حامل اللون هو منطقة من الجزيء حيث يكون فرق الطاقة بين المدارات الجزيئية ضمن مجال الطيف المرئي. فالضوء المرئي الذي يصدم حامل اللون يمكن امتصاصه بإثارة إلكترون من حالته الأرضية إلى حالة مثارة.
في الجزيئات الحيوية التي تستخدم لالتقاط أو استبيان طاقة الضوء، فإن حامل اللون هو الجزء الذي يسبب تغير الهيئة (Conformational change) للجزيء عندما يصدمه الضوء.
يظهر حامل اللون بأحد شكلين: إما نظام مترافق أو معقدات فلزية.
في النظام المترافق، فإن مستويات الطاقة التي تقفز بينها الإلكترونات، هي مدارات باي ممتدة بسلسلة من الروابط المتناوبة المفردة والمزدوجة، وغالباً في نظام عطري. وكأمثلة شائعة، نذكر ريتينال (موجود في شبكية العين لاستبيان الضوء)، ومختلف الملونات الغذائية، والمركبات الآزوية المستخدمة في صباغة النسيج، ليكوبين، كاروتين، أنثوسيانين. يلزم خمس أو ست ذرات كربون مترابطة على الأقل في هذا النظام المترافق لكي تعطي لوناً. يكون ارتباط الإلكترونات في النظام المترافق ضعيفاً بحيث يستطيع الضوء الساقط أن يحفز هذه الإلكترونات، ويعطيها الطاقة اللازمة لتقفز من مستوي طاقي إلى آخر، مما يعني امتصاص بعض أطوال موجات الضوء الساقط. المهم أن مزيجاً من أطوال المواجات الباقية تنعكس معطية اللون.
تنتج حاملات اللون المتراكبة المعدنية من انقسام المدارات d بربط الفلز الانتقالي بربيطة. يمكن رؤية هذه الحاملات اللونية في اليخضور (تستخدمه النباتات في عملية التخليق الضوئي)، خضاب الدم، هيموسيانين، والفلزات الملونة مثل الملكيت، والجمشت.
المجموعة الإثيلينية، كمثال، مهما كان محتوى الجزيء من المجموعات الوظيفية مثل H2C=CH2، XHC=CH2، X2C=CH2 ، وحلقي الهكسين (cyclohexene)، فإنه يظهر امتصاص كثيف مع شدة عظمى عند حوالي 180 نانومتر. ولا يمكن للمجموعة الوظيفية أن تعمل عمل حامل اللون إلا إذا كانت غير متصلة ترافقيا مع أي نظام إلكتروني باي.
مجموعة ألدهيد الوظيفية –CHO، هي حامل لوني مفيد ويظهر نظام امتصاص π*-n ضعيف عند حوالي 280 نانومتر، مثل الفورمالدهيد. ولكن في حالة بنزالدهيد(C6H5CHO) فإن مجموعة ألدهيد الوظيفية هي جزء من النظام المترافق ولايمكنها أن تعامل كحامل اللون.

## هوامش
- ملاحظة 1 أو المجموعة اللونية (كروموفور Chromophore)

## اقرأ أيضًا
- صباغ
- خضاب
- مصباغ

## وصلات خارجية
- أسباب اللون: الآلية الفيزيائية لتوليد اللون.